# Jeonbokjuk
Jeonbokjuk is de naam van een bekende rijstepap uit de Koreaanse keuken. Het wordt gemaakt van rijst en zeeoren. Zeeoren worden beschouwd als een ingrediënt van hoge kwaliteit in de traditionele Koreaanse keuken.
Jeonbokjuk is de lokale van specialiteit van Jejudo waar veel zeeoren worden geoogst. Jeonbokjuk wordt in Korea niet alleen gezien als een delicatesse, maar ook als gerecht om de spijsvertering te stimuleren. Het wordt daarom relatief veel gegeten door zieke en oudere mensen.